# Paderno Dugnano
Paderno Dugnano é uma comuna italiana da região da Lombardia, província de Milão, com cerca de 45.017 habitantes. Estende-se por uma área de 14 km², tendo uma densidade populacional de 3216 hab/km². Faz fronteira com Limbiate, Varedo, Nova Milanese, Senago, Cinisello Balsamo, Bollate, Cusano Milanino, Cormano.

## Demografia
| Variação demográfica do município entre 1861 e 2011                               |
|                                                                                   |
| Fonte: Istituto Nazionale di Statistica (ISTAT) - Elaboração gráfica da Wikipedia |